# 多氏裸胸鱔
多氏裸胸鱔，又稱多氏裸胸鯙，為輻鰭魚綱鰻鱺目鯙亞目鯙科的其中一種，分布於東太平洋區，從哥斯大黎加至哥倫比亞海域，棲息深度3-36公尺，體長可達170公分，為底棲性魚類，生活在沙石底質海域，平時躲藏在洞穴中，屬肉食性，生活習性不明。

## 擴展閱讀
維基物種上的相關：多氏裸胸鱔